# Tussio
Tussio is een plaats (frazione) in de Italiaanse gemeente Prata d'Ansidonia.